# Nagypeterd, Baranya
Nagypeterd este un sat în districtul Szigetvár, județul Baranya, Ungaria, având o populație de 653 de locuitori (2011). 

## Demografie
Componența etnică a satului Nagypeterd
     Maghiari (94,22%)
     Romi (5%)
     Germani (0,78%)
Componența confesională a satului Nagypeterd
     Fără religie (41,65%)
     Romano-catolici (30,32%)
     Reformați (15,31%)
     Necunoscută (12,71%)
Conform recensământului din 2011, satul Nagypeterd avea 653 de locuitori. Din punct de vedere etnic, majoritatea locuitorilor (94,22%) erau maghiari, cu o minoritate de romi (5,0%). Nu există o religie majoritară, locuitorii fiind persoane fără religie (41,65%), romano-catolici (30,32%) și reformați (15,31%). Pentru 12,71% din locuitori nu este cunoscută apartenența confesională.